# عدنان الزرفي
عدنان عبد خضير عباس مطر الزرفي (1 يوليو 1966 في النجف) سياسي عراقي وعضو في مجلس النواب العراقي منذ 2018، كلف بتشكيل الحكومة العراقية فاعتذر في 9 أبريل 2020 لعجزه عن تشكيل الحكومة  كان محافظًا سابقاً للنجف لعدة مراتٍ وعضوًا في حزب الدعوة الإسلامية ومعارضًا لنظام الرئيس صدام حسين، اشترك في الانتفاضة الشعبانية ولجأ بعدها إلى مخيم رفحاء في السعودية، ثم غادرها إلى الولايات المتحدة وعاد إلى العراق في عام 2003.

## تحصيله الدراسي
خريج بكالوريوس فقه جامعة الكوفة، وحصل على الماجستير في نفس التخصص من جامعة الكوفة، والدكتوراة في الفقه من جامعة الكوفة.

## نشاطه السياسي
كان عضواً في حزب الدعوة الإسلامية هرب من العراق إلى السعودية بعد فشل الانتفاضة الشعبانية في عام 1991 التي هدفت لإسقاط نظام صدام حسين، أعتقل في السعودية واتهم بأنهُ جاسوس تابع لصدام لكن أطلق سراحهُ فيما بعد وانتقل من مخيم رفحاء إلى الولايات المتحدة الأمريكية وعاد بعد الاحتلال في عام 2003 إلى العراق وشغل منصب محافظ النجف لكنه خسر منصب المحافظ بعد انتخابات مجالس المحافظات في عام 2009 فانسحب من حزب الدعوة وأسس كيان ائتلاف الوفاء والذي فاز بهِ بمنصب المحافظ في عام 2013 .

## مناصب شغلها
شغل المناصب الآتية في الدولة العراقية:
- عضو هيئة الإعمار العراقي من 2003 إلى 2004.
- محافظ النجف من 2004 إلى 2005.
- عضو مجلس محافظة النجف ورئيس كتلة الوفاء للنجف 2006.

وكيل مساعد شؤون الاستخبارات في وزارة الداخلية العراقية 2006 إلى 2009
- محافظ النجف من 2009 إلى 2012.
- محافظ النجف من 2012 إلى 2014.[5]
- نائب في مجلس النواب العراقي بعد فوزه بانتخابات مجلس النواب العراقي 2018
- نائب في مجلس النواب العراقي بعد فوزه بانتخابات مجلس النواب العراقي 2022

### تكليفه بتشكيل الحكومة
في يوم 16 مارس/آذار، 2020، أصدر رئيس جمهورية العراق، برهم صالح، مرسوماً جمهورياً بتكليف، عدنان الزرفي، رئيساً للوزراء. اعتذر عن تولي المنصب بسبب عدم التوافق السياسي على توليه وتمرير كابينته الوزارية